# Elezioni parlamentari in Lettonia del 1993
Le elezioni parlamentari in Lettonia del 1993 si tennero il 5 e 6 giugno per il rinnovo del Saeima. In seguito all'esito elettorale, Valdis Birkavs, espressione di Via Lettone, divenne Primo ministro; nel 1994 fu sostituito da Māris Gailis.

## Risultati
| Liste                                         | Voti      | %     | Seggi |
| --------------------------------------------- | --------- | ----- | ----- |
| Via Lettone                                   | 362 473   | 32,41 | 36    |
| Movimento dell'Indipendenza Nazionale Lettone | 149 347   | 13,35 | 15    |
| Partito dell'Armonia Nazionale                | 134 289   | 12,01 | 13    |
| Unione degli Agricoltori della Lettonia       | 119 116   | 10,65 | 12    |
| Uguali Diritti                                | 64 444    | 5,76  | 7     |
| Per la Patria e la Libertà                    | 59 855    | 5,35  | 6     |
| Unione Democratica Cristiana                  | 56 057    | 5,01  | 6     |
| Partito del Centro Democratico                | 53 303    | 4,77  | 5     |
| Fronte Popolare Lettone                       | 29 396    | 2,63  | –     |
| Lista Verde                                   | 13 362    | 1,19  | –     |
| Lista Democratica Nazionale Russa (DIC - BKP) | 13 006    | 1,16  | –     |
| Partito Democratico del Lavoro di Lettonia    | 10 509    | 0,94  | –     |
| Altri                                         | 53 159    | 4,75  | –     |
| Totale                                        | 1 118 316 | 100   | 100   |